# Сельское поселение Узуновское
Сельское поселение Узуновское — бывшее (до 2015) муниципальное образование со статусом сельского поселения в упразднённом Серебряно-Прудском районе Московской области России.

## Общие сведения
Образовано в ходе муниципальной реформы, в соответствии с Законом Московской области от 21.01.2005 года № 29/2005-ОЗ «О статусе и границах Серебряно-Прудского муниципального района и вновь образованных в его составе муниципальных образований».
Административный центр — село Узуново.
Глава сельского поселения — Торбина Марина Анатольевна. Адрес администрации: 142960, Московская область, Серебряно-Прудский район, с. Узуново, ул. Советская, д. 5.
Упразднено 7 ноября 2015 в связи с преобразованием Серебряно-Прудского муниципального района в городской округ.

## География
Располагалось на севере района и являлось его самым крупным муниципальным образованием. На юге граничило с сельским поселением Мочильским и городским поселением Серебряные Пруды, на западе — с Венёвским районом Тульской области, на севере — с сельским поселением Топкановским Каширского района и сельским поселением Струпненским Зарайского района, на востоке — с Рыбновским и Захаровским районами Рязанской области. Площадь территории сельского поселения — 41 023 га (410,23 км²) — чуть менее половины площади территории района.

## Население
| 2006  | 2007  | 2008  | 2009  | 2010  | 2011  |
| ----- | ----- | ----- | ----- | ----- | ----- |
| 8395  | ↘8268 | ↗8334 | ↗8380 | ↗8583 | ↗8613 |
| 2012  | 2013  | 2014  | 2015  |       |       |
| →8613 | ↘8595 | ↘8532 | ↘8528 |       |       |

## Состав сельского поселения
В состав сельского поселения входили 47 населённых пунктов трёх упразднённых административно-территориальных единиц — Клёмовского, Узуновского и Шеметовского сельских округов:
- посёлок Новоклёмово;
- сёла: Глубокое, Клёмово, Колеймино, Крутое, Малынь, Мягкое, Петрово, Узуново, Тютьково;
- деревни: Барыково, Беззубово, Беляево, Бокша, Большое Орехово, Боршово, Васильевское, Должиково, Есипово, Коровино, Косяево, Красный Пахарь, Крытово, Кузьминка, Ларино, Ливадия, Лошатовка, Лошатово, Малое Орехово, Мозалово, Накаплово, Невежино, Николаевка, Никольское, Новомойгоры, Новосёлки, Песочное, Петровские Выселки, Свиное, Скородня, Старомойгоры, Степановка, Столбовка, Титеево, Толстые, Филино, Яковлевское.

## Инфраструктура
Общая протяжённость дорог на территории сельского поселения составляет 107 км, теплотрасс — 41,9 км, водопровода — 51,9 км. Функционируют 2 предприятия жилищно-коммунального хозяйства, 4 сельскохозяйственных предприятия, 6 школьных учебных учреждений, 7 дошкольных учреждений, 1 реабилитационный центр для несовершеннолетних, 1 музыкальная школа, 5 амбулаторий и 7 фельдшерско-акушерских пунктов, 10 библиотек, 12 домов культуры, 1 спортивный клуб, 1 типография, зарегистрировано 44 дачных товарищества.